# Homorthodes perturba
Homorthodes perturba är en fjärilsart som beskrevs av Mcdunnough 1943. Homorthodes perturba ingår i släktet Homorthodes och familjen nattflyn. Inga underarter finns listade i Catalogue of Life.